# Phytomyza enigma
Phytomyza enigma är en tvåvingeart som beskrevs av Malloch 1934. Phytomyza enigma ingår i släktet Phytomyza och familjen minerarflugor. Inga underarter finns listade i Catalogue of Life.